# Anteros (geslacht)
Anteros is een geslacht van vlinders uit de familie van de prachtvlinders (Riodinidae), onderfamilie Riodininae.
Anteros werd in 1819 voor het eerst wetenschappelijk beschreven door Hübner.

## Soorten
Anteros omvat de volgende soorten:
- A. acheus (Stoll, 1781)
- A. aerosus Stichel, 1924
- A. allectus Westwood, 1851
- A. aurigans Gallard & Brévignon, 1989
- A. bipunctus Zikán, 1928
- A. bracteata Hewitson, 1867
- A. bracteatus Hewitson, 1867
- A. carausius Westwood, 1851
- A. cruentatus Stichel, 1911
- A. chrysoprasta Hewitson, 1867
- A. chrysoprastus Hewitson, 1897
- A. formosus (Cramer, 1777)
- A. gentilis Rebillard, 1958
- A. kupris Hewitson, 1875
- A. lectabilis Stichel, 1909
- A. nubosus Hall, J & Willmott, 1995
- A. otho Westwood, 1851
- A. principalis Hopffer, 1874
- A. renaldus (Stoll, 1790)
- A. violetta Hall, 1939